# 保守政治行動會議
保守政治行動會議（英語：Conservative Political Action Conference），簡稱CPAC（/ˈsiːpæk/ SEE-pak），是美國保守派活動家每年舉行的一次會議，由美國保守聯盟主辦。創辦於1973年，是美國規模最大的保守派政治活動之一。

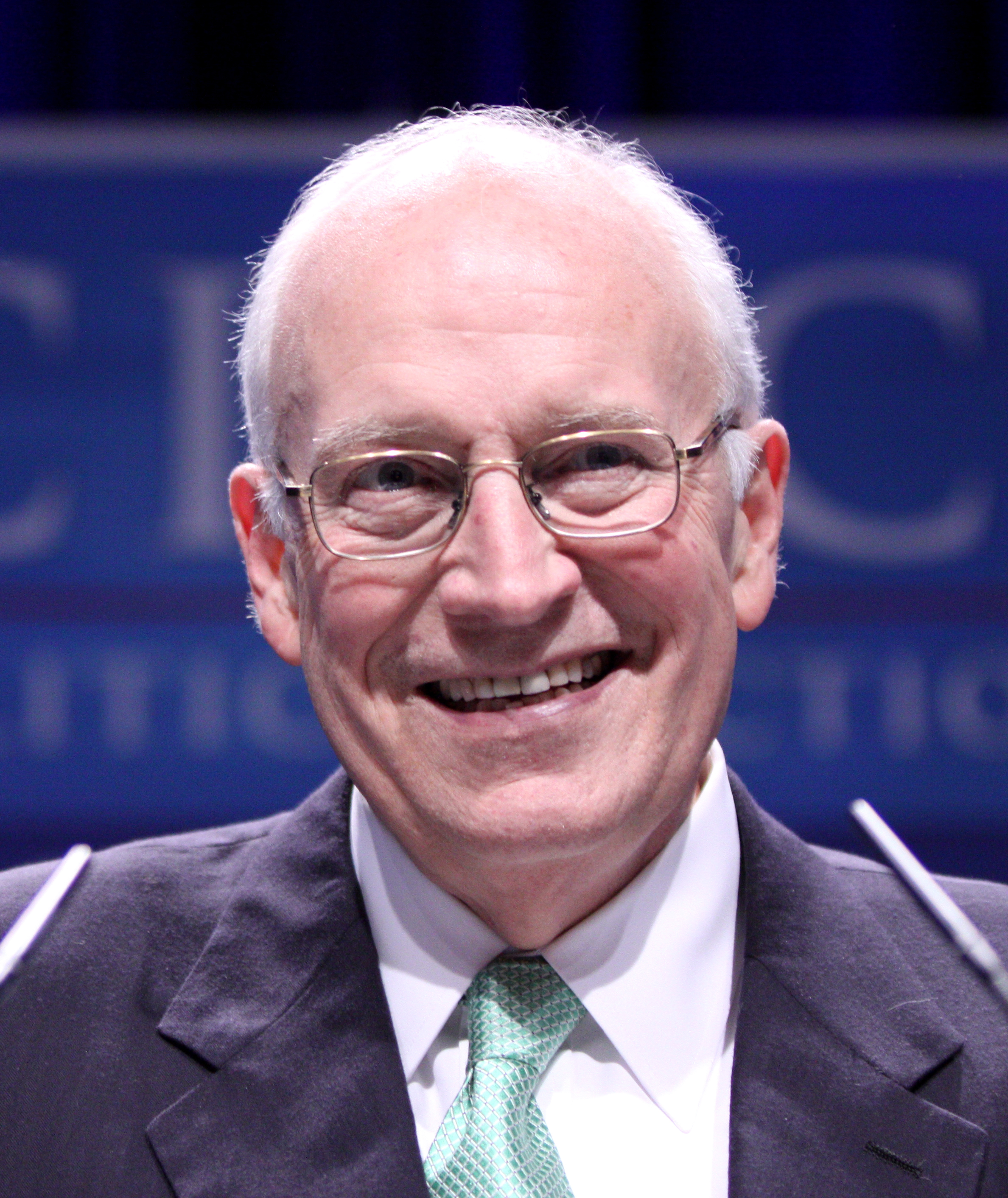
2011年2月10日前美国副总统迪克·切尼在保守政治行動會議发表讲话

## 外部連結
- 官方网站
- Home page for the American Conservative Union, the organization that runs CPAC（页面存档备份，存于）